# Ferrari Studio CR 25
De Ferrari Studio CR25 is een prototype, gemaakt door Pininfarina, en ontworpen door Aldo Brovarone, die voor Pininfarina werkte. Het is de eerste conceptauto van Pininfarina waarbij voor de ontwikkeling gebruik werd gemaakt van de nieuwe windtunnel van het bedrijf.

De auto is geïntroduceerd op het autosalon van Turijn in dat jaar. De auto heeft een lage luchtweerstand van 0.256, waaraan de auto zijn naam te danken heeft.
Speciaal aan deze auto, naast de lage luchtweerstand, zijn de luchtremmen en de bumpers die helpen de lucht over de auto te geleiden.
De auto had dezelfde motor als in de Ferrari BB serie, een 4.9 liter 12 cilinder boxermotor.